# Sceloenopla stainesorum
Sceloenopla stainesorum is een keversoort uit de familie bladkevers (Chrysomelidae). De wetenschappelijke naam van de soort werd in 1999 gepubliceerd door Santiago-Blay & Craig.